# Dobrosław (województwo łódzkie)
Dobrosław – wieś w Polsce położona w województwie łódzkim, w powiecie wieruszowskim, w gminie Lututów, nad Oleśnicą, dopływem Warty.
W latach 1975–1998 miejscowość administracyjnie należała do województwa sieradzkiego.
Na lata 2009–2011 zapowiadana jest realizacja przebiegającego przez miejscowość, 70-kilometrowego traktu „kalisko–wieluńskiego” łączącego Kalisz z Wieluniem.